# SAM global
SAM global (bis 2017 Schweizer Allianz Mission) ist eine schweizerische christliche Non-Profit-Organisation mit Sitz in Winterthur. Während die Abkürzung SAM früher für Schweizer Allianz Mission stand, bedeutet sie seit 2017 serve and multiply (Engl. für dienen und multiplizieren). SAM global will mit Bildung Lebensgrundlagen schaffen und ist im Bereich der personellen Entwicklungszusammenarbeit tätig. Hier liegt der Fokus auf Ausbildung in verschiedenen Bereichen und Hilfe zur Selbsthilfe. Menschen verschiedener Kulturen und Religionen sollen das Christentum praktisch erfahren und an andere weitergeben können.

## Organisation
SAM global, mit Hauptsitz in Winterthur, hat Zweigstellen in Ecublens (Romandie), Frankreich und Belgien. Die Organisation beschäftigt etwa 80 europäische Mitarbeiter, etliche Freiwillige und zahlreiche einheimische Mitarbeiter. Sie sind tätig in China, Indien, Japan (bis 2008), Kambodscha, Sri Lanka, Angola, Burkina Faso, Guinea, Kamerun, Tschad, Brasilien und in der Schweiz.
SAM global engagiert sich schwerpunktmässig in den Bereichen Grund- und Berufsbildung, Aufbau von Kleingewerbebetrieben (Business for Transformation B4T), medizinische Arbeit und Gesundheitsprävention, theologische Bildung und Praxis, Verbesserung der Lebensgrundlagen und Sensibilisierung. 2017 besuchten 1'236 Schüler und 234 Berufsschüler eine Schule, die von der SAM gegründet wurde. Im medizinischen Bereich erfolgten 3.300 chirurgische Eingriffe. 342 Personen wurden in Theologie und pastoralen Dienste ausgebildet. 42.721 Personen wurden unterstützt, um ihre Lebensgrundlagen zu verbessern. Das Jahresbudget betrug 2013 7,5 Mio. Franken.
SAM global ist Mitglied bei der Arbeitsgemeinschaft Evangelischer Missionen und der Schweizerischen Evangelischen Allianz. Das deutschsprachige Informationsorgan, das regelmässig erscheint, heisst SAM FOCUS (früher: SAM-Bote), das französischsprachige Magazin SAM Allons.

## Geschichte
1865 wurde die China-Inland-Mission durch den britischen Mediziner und baptistischen Missionar Hudson Taylor gegründet. 1889 half er Fredrik Franson und Carl Polnick, die Deutsche China-Allianz-Mission ins Leben zu rufen. 1896 reiste der erste Schweizer, Ernst Fröhlich, als Mitarbeiter nach China aus. 1897 gründete Héli Chatelain in Angola die Philafrikanische Mission. 1902 wurde ein Schweizer Komitee der Allianz-China-Mission gegründet. Als Folge des Ersten Weltkrieges wurden 1919 alle deutschen Missionare aus China ausgewiesen, die neutralen Schweizer konnten jedoch bleiben. Deshalb hiess die Organisation ab 1922 nur noch Allianz-China-Mission (ACM). 1940 wurde der Schweizer Verein Allianz-China-Mission gegründet. 1951 mussten auch die letzten Schweizer Mitarbeiter aus der kommunistischen Volksrepublik China zurückkehren, und kurz darauf entstand eine Zusammenarbeit mit der in Angola tätigen Philafrikanischen Mission.
1953 konnte ein neuer Arbeitsbereich in Japan aufgenommen werden, 1963 in Brasilien. Wegen des Unabhängigkeitskrieges in Angola 1961 bis 1974 und dessen Folgen wurden Mitarbeiter vermehrt nach Brasilien gesandt. 1967 wurde die Allianz-China-Mission zur Schweizer Allianz Mission (SAM) umbenannt, die Philafrikanische Mission dagegen nannte sich ab 1968 Alliance Missionnaire Evangélique (AME). 1977 wurde die Mitarbeiterin Gandhi Marinova von der angolanischen Widerstandsbewegung Unita entführt und erst 1978 wieder freigelassen.
1981 begann eine medizinische Arbeit in Guinea auf Einladung der Regierung. Seit 1992 engagierte sich die SAM in Sri Lanka. Im selben Jahr fusionierten SAM und AME, wobei sie ihre Namen behielten. 1999 wurde die Mitarbeiterin Therese Fuhrer in Angola ermordet. Im Jahr 2000 fand ein Strategiewechsel statt, seither liegt der Fokus auf partnerschaftlicher Projektarbeit. Verschiedene Projekte konnten seither in die Hände einheimischer Mitarbeiter und deren Organisationen übergeben werden. Seit 2008 wird die Organisation von Jürg Pfister geleitet. Im selben Jahr übergab die SAM die Arbeit in Japan an die Überseeische Missions-Gemeinschaft (ÜMG). 2011 wurde die Hilfsorganisation Vision Africa (VIA) in SAM integriert, wodurch Kamerun, Burkina Faso und Tschad zu Einsatzländern von SAM wurden.
2014 erhielt die SAM erneut Publizität, weil Mitarbeiter in Guinea in Macenta im Gebiet des Ebolavirus-Ausbruchs tätig waren, weiter Menschen medizinisch versorgten und das Land auch während der Epidemie nicht verliessen. Seit 2016 ist SAM in Indien und Kambodscha tätig. 2017 wurde ein Projekt unter Migranten in der Schweiz gestartet. Im selben Jahr änderten SAM und AME ihre Namen in SAM global, wobei SAM neu für serve and multiply, dienen und multiplizieren, steht. Vorwiegend mit Bildung und Hilfe zur Selbsthilfe sollen Lebensgrundlagen verbessert werden.